# Phare de Lucy Islands
Le phare de Lucy Islands est un phare situé au nord-est de ce petit archipel de Lucy Islands (en), à 17 km à l'ouest du port de Prince Ruppert, dans le District régional de Skeena-Queen Charlotte (Province de la Colombie-Britannique), au Canada. 
Ce phare est géré par la Garde côtière canadienne.

## Histoire

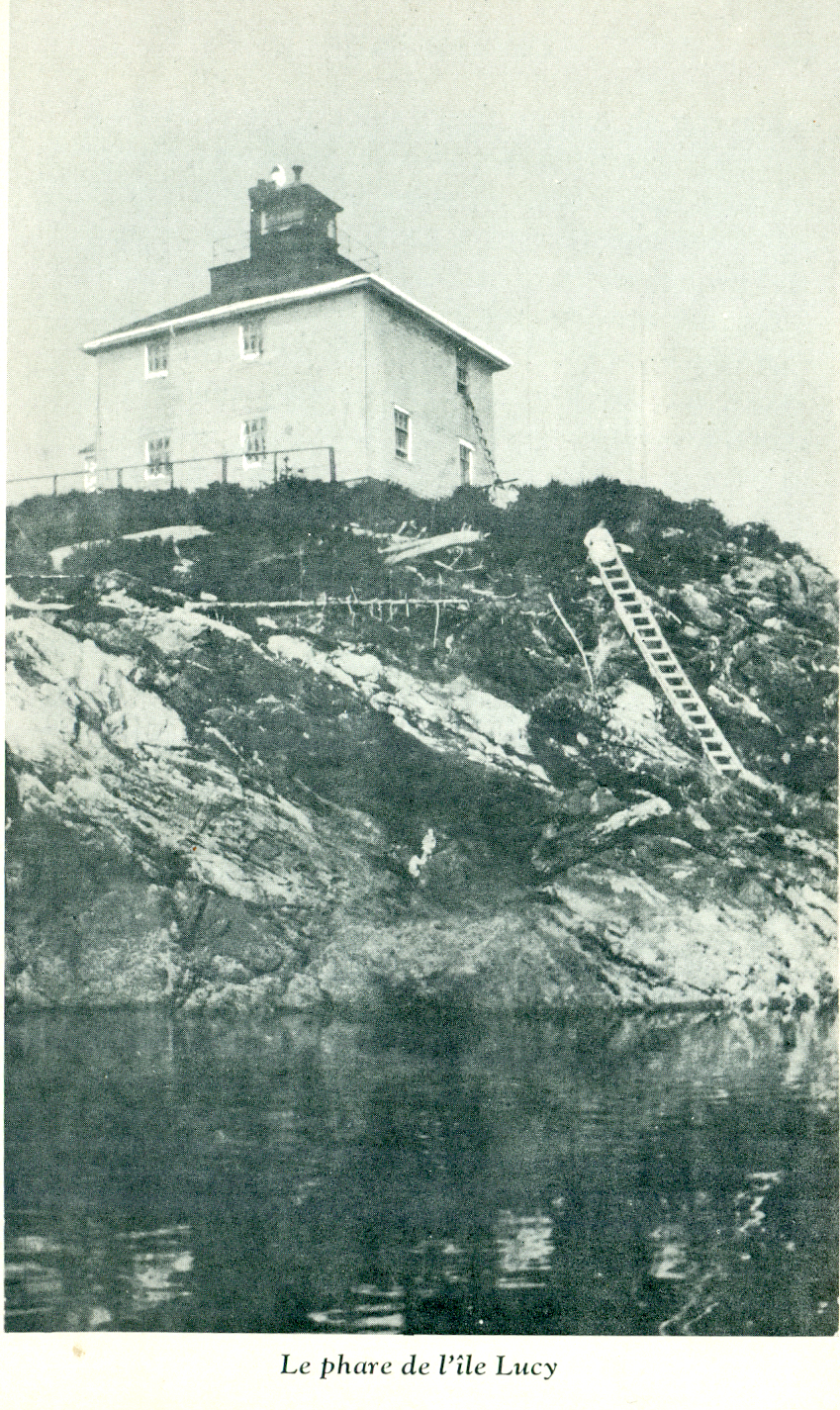

Les îles Lucy sont un groupe d'îles rocheuses et boisées, au centre de la baie de Chatham. 
Le premier phare a été érigé, sur l'île la plus haute, à environ 17 km à l'ouest du port de Prince Ruppert et au début du chenal de Metlakatla menant vers l'Alaska. C'était une habitation en bois, peinte en blanc, avec une lanterne au milieu du toit. Il était équipé d'une lentille de Fresnel de 4e ordre, ainsi que d'une corne de brume logée dans un autre bâtiment.
Il a été remplacé, en 1960, par l'actuelle tour octogonale en béton et d'une autre maison de gardiennage. Le phare a cessé d'être gardienné dès 1987.

## Description
Le phare actuel est une tour octogonale blanche, avec galerie et lanterne rouge, de 10,5 m de haut. La maison du gardien a été démoli en 1988 quand le phare est devenu automatique en 1987. Il émet, à une hauteur focale de 21,5 m, un éclat rouge toutes les 6 secondes. Sa portée nominale n'est pas connue. 
Ce phare n'est pas accessible au public. L'île est inhabitée et possède une colonie de macareux rhinocéros.
Identifiant : ARLHS :CAN-290 - Amirauté : G-5807 - NGA : 11604 - CCG : 0719 .

### Lien connexe
- Liste des phares de la Colombie-Britannique